# Meditație (sculptură de Rodin)
Meditație sau Vocea interioară este o sculptură din 1886 a lui Auguste Rodin, ce înfățișează o tânără care își sprijină capul pe umărul drept.

## Versiuni

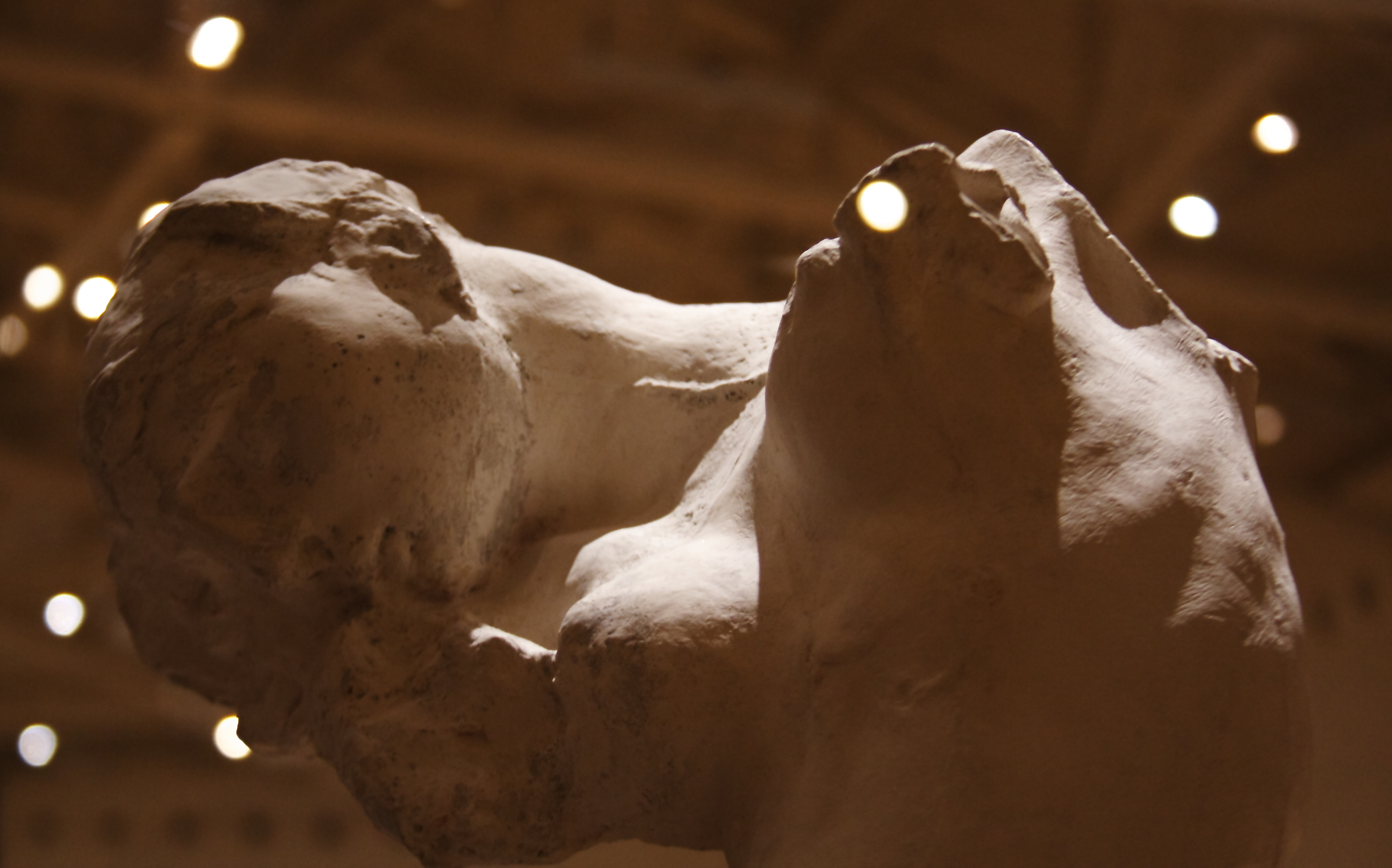
Detaliu al lucrării fără brațe la Museo Soumaya.

Figura a fost folosită și la capătul drept al tympanului din Porțile Iadului de Rodin, cu o mână dreaptă adăugată, întinsă, îngrozită de soarta care o așteaptă în Iad.
Figura a fost folosită și în Monumentul lui Victor Hugo, realizată de Rodin, reprezentând una dintre muzele poetului. Pentru Porțile Iadului, Rodin a tăiat brațele, genunchiul stâng și o parte din piciorul drept. El a expus versiunea în ipsos ca o lucrare independentă în 1896.